# Рейхель, Карл Яковлевич
Карл Яковлевич Рейхель (при рождении Carl Christian Philipp Reichel; Карл Кристиан Филипп Рейхель; 28 сентября 1788, Варшава, Речь Посполитая — конец 1856 или начало 1857, Тульчин Брацлавского у. Подольской губ., ныне Винницкой области, Украина, Российская империя) — польско-российский художник немецкого происхождения: портретист, иллюстратор, художник-миниатюрист, гравер.

## Биография
Карл Кристиан Филипп Рейхель родился 28 сентября 1788 года в городе Варшава, в семье Иоганна Рейхеля (1746—1801). Его отец, известный медальер и монетный мастер Варшавского монетного двора, был родом из Германии. Вместе с отцом Карл Кристиан Филипп Рейхель приехал в Санкт-Петербург в 1799 или 1800 году.
С 1801 по 1809 учился в Императорской Академии художеств в портретном классе у Степана Щукина. В 1807 году получил малую серебряную медаль, а в 1808 получил две медали, малую серебряную и малую золотую, за выполнение программы «Представить скульптора, упражняющегося в своей работе». В 1809 за программу «Представить священника, толкующего двум молодым людям заповеди Божии» получил право заграничной пенсионерской поездки и в качестве пенсионера Академии художеств с 1810 по 1811 год жил в Париже. Академию закончил с Золотой медалью первого достоинства, был награждён шпагой.
Некоторое время жил в Дрездене. Вернувшись в Петербург, он в основном занимался портретной живописью. В 1819 году он посетил город Тульчин на Украине, где женился на Софии Алексеевне Анастасиевой, падчерице декабриста Алексея Петровича Юшневского. С 1841 года он с семьей переехал в Новгород, где его младший брат Казимир Рейхель занимался сооружением мостов.
В 1845 году Карл переехал с семьей к своей теще Марии Казимировне Юшневской, ставшей вдовой, и некоторое время жил в Иркутске. В 1848 году переехал в поисках заработка в Кяхту, которая расположена на российско-китайской границе, где и остался жить. Там он писал не только портреты, но и занимался написанием икон для местного Воскресенского собора. В июне 1857 года он приехал со своей дочерью Софией в Киев, а затем в Тульчин, где вскоре скончался.

## Творчество
Кисти Карла Рейхеля принадлежат портреты многих выдающихся русских общественных деятелей и царственных особ. Среди его картин можно выделить портреты императрицы Александры Федоровны, А. И. Герцена, Т. Н. Грановского, П. А. Вяземского, Дмитрия Ланского, Александра Тормасова.
В 1846 году им был выполнен портрет императрицы Александры Федоровны для Девичьего института, который хранится в Иркутском областном художественном музее. В 1854 году он исполнил портреты декабриста С. П. Трубецкого и его жены. Портрет китайского чиновника был написан Рейхелем в последнюю поездку в Кяхту, который, скорее всего, был выполнен на заказ.
Был дружен с коллекционером и меценатом А. Р. Томиловым и художником А. О. Орловским, писал их портреты. Создавал полотна для Военной галереи 1812 года в Зимнем дворце, написал ряд жанровых офортов.
В период с 1847 по 1853 художник получил официальное предложение архиепископа Иркутска расписать алтарь Воскресенской церкви в Кяхте. Среди них были: «Господь Вседержитель», «Божья Матерь», «Троица», «Воскресение», «Поклонение волхвов», «Святитель Иннокентий», «Святитель Николай», «Тайная вечеря», «Пророк Моисей», «Пророк царь Давид», «Иоанн Креститель», «Апостол Петр», «Апостол Павел». В 1920-е и 1930-е годы 2 чудотворные иконы, написанные Карлом Рейхелем, мироточили.
- Портреты кисти Рейхеля
- Татьяна Васильевна Голицына
- Фёдор Иванович Толстой
- Вера Фёдоровна Вяземская
- императрица Александра Фёдоровна
- Дмитрий Сергеевич Ланской
- Александр Петрович Тормасов
- Александр Фёдорович Ланжерон

## Наследие
Произведения Карла Рейхеля находятся в собраниях Эрмитажа, в Третьяковской галерее, Государственном Русском музее Петербурга, в музее А. И. Герцена в Москве, в художественных музеях Казани, Перми, Омска, Иркутска, Красноярска. Иконы кисти Карла Рейхеля после закрытия в 1830 году Вознесенской церкви были переданы в краеведческий музей Кяхты, где холсты пролежали в рулонах почти 80 лет. Самая большая икона — «Тайная вечеря» — была отреставрирована в 2020 году специалистами всероссийского художественного научно-реставрационного Центра им. Грабаря.
Гравюра Рейхеля с изображением святой Сесилии находится в фондах Британского музея в Лондоне.
Миниатюра на слоновой кости с изображением дочери Георга Августа — Эрнестины (авторство портрета Эрнестины, графини Ройсс-Эберсдорф, написанного около 1795 года, в конце жизни графини, приписывают Карлу фон Райхелю) — находится в королевской коллекции собрания искусств в Кембридже (Cust, L., 1910. Windsor Castle: Portrait Miniatures, London 1033RW).
Эскизы, гравюры и другие работы художника можно встретить на аукционах Европы .